# EB Eiði
EB Eiði, vollständig Eiðis Bóltfelag („Ballverein von Eiði“), abgekürzt EB,  ist ein färöischer Handballverein mit Sitz in Eiði auf der Insel Eysturoy. Die Fußballabteilung vereinigte sich 1993 mit ÍF Streymur zu EB/Streymur.

## Geschichte
Am 24. Februar 1913 wurde Eiðis Bóltfelag gegründet. Der erste Vorsitzende war Olivur Øster, Vize Knút Ellingsgaard, Schatzmeister Samuel Samuelsen, Beisitzer Ole Olsen und Hans Jacob Joensen. Auf der Versammlung wurde beschlossen, ein Grundstück auf dem Mølin (á Mølini) der Nordseite des Isthmus von Eiði, für sechs Kronen jährlich zu mieten, um dort Fußball zu spielen.
Am 10. Oktober 1914 wurde beschlossen, einen richtigen Fußballplatz auf dem Mølin zu errichten. Jedes Mitglied verpflichtete sich für zehn freiwillige Arbeitstage am Platz.
1916 wurde dort ein Spiel gegen ÍF Fuglafjørður ausgetragen, jede Mannschaft hatte neun Spieler. Am 27. Oktober 1929 gab es ein Spiel gegen KÍ Klaksvík.
Am 23. Februar 1937 wurde beschlossen, dass Frauen den Platz benutzen dürfen, wenn er nicht gerade gebraucht wurde.
1939 bekam EB den isländischen Trainer Sigurd Juliusson. Trainiert wurde jeden Mittwoch um 9 Uhr morgens und Sonntag um 13 Uhr.
1944 formierten sich die Damen zur Frauenhandballmannschaft von EB. Der Vorstand bestand aus drei Frauen.
1962 wurden der Ruderverein und der Tischtennisverein von Eiði Teile des EB. Am 15. April 1962 nahm EB an der Parade zum Flaggtag der Färöer teil. Vorneweg marschierten die Ruderer, nachfolgend kamen die Fußballer, hinter ihnen die Handballer, zwei Frauenhandballteams und zum Schluss die Pfadfinder.
Am 16. September wurde ein neuer Fußballplatz auf Mølin eingeweiht. Anwesend waren der Minister Sámal Petersen und der dänische Gouverneur Mogens Wahl. Am Ende sprach der Vorsitzende des Färöischen Sportbundes Ólavur Lambaa und erklärte, dass der älteste Fußballspieler von Eiði, der 80-jährige Jóhan Hendrik í Andrasstovu mit einem Anstoß den Platz einweihen soll. Am Abend gab es ein Fest für 200 Leute.
1969 wurde die Badmintonabteilung von EB gegründet. 1973 kaufte der Verein einen Tanzsaal. 1974 löste sich die Ruderabteilung auf. Stattdessen entstand 1979 eine Bridgeabteilung.
1993 erfolgte die Vereinigung der Fußballabteilung mit ÍF Streymur zum Verein EB/Streymur, um im Ligafußball stärker aufgestellt zu sein, Die Handballabteilung existiert jedoch weiterhin unter dem Namen EB Eiði, die Frauen spielten noch bis zu ihrem Rückzug 1998 unter dieser Bezeichnung in der ersten Fußballliga.
EB hatte 2005 sieben Handballmannschaften in der Liga.

## Handball
Bereits 1947 gelang der Frauenmannschaft von EB Eiði der erste und einzige Meistertitel im Handball. 2012 erreichten die Männer den zweiten Platz in Gruppe 2 der dritten Liga, die Frauen stellten hingegen kein Team.

### Erfolge
- 1× Färöischer Meister (Frauen): 1947[3]

## Fußball
Die Herren von EB Eiði nahmen an den ersten beiden Austragungen der Färöischen Fußballmeisterschaft teil.  1942 scheiterte die Mannschaft in der Vorrunde mit 2:5 und 1:3 an KÍ Klaksvík,  1943 wurde die Vorrunde im Osten in einer Gruppenphase mit KÍ Klaksvík und HB Tórshavn als Letztplatzierter mit null Punkten beendet. Ansonsten spielte EB höchstens zweitklassig. 1992 belegte EB Eiði als Aufsteiger den letzten Platz in der zweiten Liga, ÍF Streymur spielte hingegen in der dritten Liga und wurde hinter B68 Toftir II und NSÍ Runavík II Dritter. Da jedoch die erste Mannschaft von NSÍ in die zweite Liga abstieg, berechtigte dies Streymur zum Aufstieg. Um im Ligafußball stärker aufgestellt zu sein, erfolgte am 23. Januar 1993 die Vereinigung zum Verein EB/Streymur, welcher in der zweiten Liga den Platz von ÍF Streymur einnahm.

### Frauenfußball
Das Frauenteam von EB spielte als Gründungsmitglied 14 Mal in der 1. Deild. In der Premierensaison gelang direkt der zweite Platz in Gruppe B, in den nächsten Jahren befand sich die Mannschaft bis auf einen vorletzten Platz 1990 regelmäßig im Mittelfeld der Tabelle. 1994 schloss EB die Saison als Letztplatzierter ab und entging dem Abstieg nur durch eine Aufstockung der Liga. Während der Saison 1999 zog sie sich aus der Liga zurück. Der Nachfolgeverein EB/Streymur schaffte 2000 erstmals den Sprung in die oberste Spielklasse.

#### Erfolge/Rekorde
- Erstligateilnahmen: 1985–1999
- Beste Ligaplatzierung: 3. Platz (1985, 1986)
- Höchster Heimsieg: 8:0 gegen SÍ Sumba (8. September 1996), 8:0 gegen SÍ Sumba (8. September 1997)
- Höchste Heimniederlage: 1:8 gegen HB Tórshavn (30. August 1998)
- Höchster Auswärtssieg: 9:0 gegen GÍ Gøta II (1985)
- Höchste Auswärtsniederlage: 0:8 gegen KÍ Klaksvík (11. September 1994), 1:9 gegen B36 Tórshavn (9. August 1995)
- Torreichstes Spiel: B36 Tórshavn–EB Eiði 9:1 (9. August 1995)
- Ewige Tabelle: 7. Platz